# اس‌اس کامبرلند
اس‌اس کامبرلند (به انگلیسی: SS Cumberland) یک کشتی است که طول آن 214 feet می‌باشد. این کشتی در سال ۱۸۷۱ ساخته شد.